# Heidehübel
Heidehübel (česky doslovně Vřesovištní kopec) je vrchol o nadmořské výšce 344 m na území města Neustadt in Sachsen (místní část Langburkersdorf) v zemském okrese Saské Švýcarsko-Východní Krušné hory v Sasku.

## Charakteristika
Vrch leží v německé části Šluknovské pahorkatiny (Lausitzer Bergland) a její mesogeochoře Západní hornolužická vrchovina (Westliches Oberlausitzer Bergland). Geologické podloží tvoří hybridní dvojslídý granodiorit. Převládajícím půdním typem je syrozem až regozem, kterou ve vyšších polohách nahrazuje glej až koluvizem spolu s erodovanou parakambizemí. Kopec náleží k povodí Polenze a Labe a k úmoří Severního moře. Severní polovina vrchu má zemědělské využití, jižní je převážně pokryta zástavbou města. Po východním svahu Heidehübelu prochází nevyužívaný úsek železniční trati Budyšín – Bad Schandau.